# Elezioni parlamentari tedesche del 1871

I risultati delle elezioni del Reichstag per collegio elettorale. La numerazione delle circoscrizioni corrisponde a quella della tabella.

Le elezioni parlamentari tedesche del 1871 furono le elezioni dei membri del I Reichstag tedesco ed ebbero luogo il 3 marzo 1871. Ad avere il diritto al voto furono 7,65 milioni di cittadini maschi di età superiore ai 25 anni, che corrispondevano a circa il 19,4% della popolazione. Furono esclusi il personale militare e altri gruppi. L'affluenza fu del 51% circa.
I cittadini di quello che sarebbe poi diventato il Reichsland Alsazia-Lorena non parteciparono alle elezioni e quindi non furono rappresentati nel primo Reichstag, in quanto la pace di Francoforte con la Francia, nemica di guerra, fu conclusa solo a maggio, cioè dopo le elezioni del Reichstag.
Il movimento politico più forte nel Reichstag era il liberalismo, al quale appartenevano 202 dei 382 deputati. Tuttavia, era diviso in diversi gruppi.
I nazional-liberali, in particolare, sostennero le politiche del cancelliere del Reich Otto von Bismarck in parlamento. Una delle leggi più importanti approvate in questa legislatura fu la Lex Miquel-Lasker, che estese la competenza legislativa del Reich a tutto il diritto civile.

## Risultati
| Orientamento politico        | Orientamento politico        | Partiti                                              | Partiti | Voti       | Voti   | Seggi | Seggi  |
| ---------------------------- | ---------------------------- | ---------------------------------------------------- | ------- | ---------- | ------ | ----- | ------ |
| Orientamento politico        | Orientamento politico        | Partiti                                              | Partiti | in Milioni | %      | Seggi | %      |
| Conservatori                 | Conservatori                 | Partito Conservatore (KP)                            |         | 0,549      | 14,1 % | 53    | 13,9 % |
| Conservatori                 | Conservatori                 | Partito Conservatore Liberale (DRP)                  |         | 0,346      | 8,9 %  | 39    | 10,2 % |
| Conservatori                 | Conservatori                 | Conservatori indipendenti                            |         | n/a        | n/a    | 3     | 0,8 %  |
| Liberali                     | A destra-                    | Partito Liberale Imperiale (LRP)                     |         | 0,281      | 7,2 %  | 30    | 7,9 %  |
| Liberali                     | A destra-                    | Partito Nazionale Liberale (NLP)                     |         | 1,171      | 30,1 % | 119   | 31,1 % |
| Liberali                     |                              | Liberali indipendenti                                |         | n/a        | n/a    | 6     | 1,6 %  |
| Liberali                     | Sinistra-                    | Partito del Progresso Tedesco (DFP)                  |         | 0,342      | 8,8 %  | 45    | 11,8 % |
| Liberali                     | Sinistra-                    | Partito Popolare Tedesco (DtVP)                      |         | 0,019      | 0,5 %  | 1     | 0,3 %  |
| Cattolici                    | Cattolici                    | Partito di Centro Tedesco (Zentrum)                  |         | 0,724      | 18,6 % | 60    | 15,7 % |
| Socialisti                   | Socialisti                   | Partito Socialdemocratico dei Lavoratori (SDAP)      |         | 0,124      | 3,2 %  | 2     | 0,5 %  |
| Socialisti                   | Socialisti                   | Associazione generale dei lavoratori tedeschi (ADAV) |         | 0,124      | 3,2 %  | –     | –      |
| Partiti regionali, minoranze | Partiti regionali, minoranze | Partito Tedesco di Hannover (DHP)                    |         | 0,052      | 1,4 %  | 7     | 1,8 %  |
| Partiti regionali, minoranze | Partiti regionali, minoranze | Partito Polacco                                      |         | 0,176      | 4,5 %  | 14    | 3,7 %  |
| Partiti regionali, minoranze | Partiti regionali, minoranze | Partito Danese                                       |         | 0,025      | 0,7 %  | 1     | 0,3 %  |
|                              |                              | Altre liste                                          |         | 0,079      | 2,0 %  | 2 1)  | 0,5 %  |
| Totale                       | Totale                       | Totale                                               | Totale  | 3,888      | 100 %  | 382   | 100 %  |

1) Regionalisti dello Schleswig-Holstein
In alcune pubblicazioni vengono assegnati un numero diverso di seggi per il Partito del Reich tedesco, per il Centro e per il DHP. Al centro viene attribuito in alcune pubblicazioni il deputato liberal-conservatore e canonico cattolico Franz Künzer (Breslavia 12). Allo stesso modo, i due deputati DHP Lenthe (Hannover 9) e Fischer (Hannover 12) sono in alcuni casi attribuiti al Centro.

## I Gruppi dell'I Reichstag
Nel I Reichstag diversi eletti non si unirono al gruppo parlamentare del loro partito di elezione e rimasero "non iscritti". Alla prima sessione della legislatura i gruppi parlamentari avevano la seguente forza:
| Nazional-liberali          | 116  |
| Centro                     | 0 57 |
| Vecchi conservatori        | 0 50 |
| DFP                        | 0 44 |
| Liberal-conservatori       | 0 38 |
| Partito Liberale del Reich | 0 29 |
| Polacchi                   | 0 13 |
| Non iscritti               | 0 29 |
| Mandati vacanti            | 00 6 |

Nel corso della legislatura la forza dei singoli gruppi parlamentari cambiò più volte a causa delle elezioni suppletive e dei passaggi di gruppo.